# Wapen van Guanabara

Het wapen van Guanabara

Het wapen van Guanabara was van 1963 tot 1975 in gebruik als het wapen van de Braziliaanse deelstaat Guanabara. De deelstaat is in 1975 opgegaan in de staat Rio de Janeiro.

## Geschiedenis
Het wapen werd op 23 oktober 1963 per wet aangenomen. Het wapen had in die tijd een witte vijfpuntige ster op de kroon om onderscheid te kunnen maken tussen dit wapen en het wapen van de stad Rio de Janeiro. Op 1 juli 1974 werd een nieuwe grondwet aangenomen waardoor de staten Guanabara en Rio de Janeiro samengevoegd zouden worden. Het wapen van Guanabara werd na de fusie het wapen van de stad Rio de Janeiro, hiervoor werd de ster van de kroon verwijderd.

## Omschrijving
Het wapen bestaat uit een blauw schild met daarop in goud een armillarium, achter het armillarium langs drie gouden pijlen. Op de plek waar ze elkaar kruizen een rode Frygische muts. Boven op het schild staat een gouden muurkroon, als teken dat de staat een republiek was. Het schild wordt gehouden door twee zilveren dolfijnen, de staartvinnen zijn van laurier en eikenloof.